# 京都府道655号味土野大宮線
京都府道655号味土野大宮線（きょうとふどう655ごう みどのおおみやせん）は、京都府京丹後市を通る一般府道である。

## 概要
京丹後市弥栄町須川から京丹後市大宮町三重に至る。
京丹後市弥栄町野間地区の最奥部にある味土野から不通区間を挟み、京丹後市大宮町の五十河地区から三重地区の国道312号とを連絡する。2016年（平成28年）度に供用された京丹後大宮ICで山陰近畿自動車道と接続している。

### 路線データ
- 起点：京丹後市弥栄町須川（京都府道75号浜丹後線交点）
- 終点：京丹後市大宮町三重（酒戸古交差点、国道312号交点）
- 実延長：14.5118 km[2]
- 不通区間：京丹後市弥栄町須川（味土野） - 京丹後市大宮町五十河

## 歴史
本路線は、道路法（昭和27年法律第180号）第7条の規定に基づき、一般府道として1959年（昭和34年）に京都府が第1次認定した路線のひとつである。その後は起終点や経路の大幅な変更もなく現在に至る。

### 年表
- 1959年（昭和34年）12月18日 - 京都府が一般府道257号碇網野線として認定[3]。
- 1994年（平成6年）4月1日 - 京都府が路線番号を再編（路線認定の一部改正）し、府道655号に変更される[4]。

## 路線状況
京丹後大宮ICとの接続を予定している京丹後市大宮町森本周辺では、現道の拡幅や集落の迂回による片側2車線への改良事業が2012年（平成24年）度を目標に進行しており、その一部は既に供用されている。一方で、不通区間に程近い大宮町五十河では平成23年台風第2号の影響による土砂災害の被害を受けており、異常気象時の走行には特に注意を要する区間である。

### 重複区間
- 京都府道618号上世屋内山線（京丹後市大宮町五十河 - 京丹後市大宮町延利・延利桜木交差点）
- 京都府道617号上延利線（京丹後市大宮町五十河・新宮交差点 - 京丹後市大宮町延利・延利桜木交差点）
- 京都府道53号網野岩滝線（京丹後市大宮町延利・延利桜木交差点 - 京丹後市大宮町延利・延利交差点）
- 京都府道651号大宮岩滝線（京丹後市大宮町森本・京丹後大宮IC - 京丹後市大宮町三重）

## 地理
不通区間起点側最後の集落である味土野は細川ガラシャ隠棲の里であり、その碑がある。この味土野の東方には落差約20 mの味土野大滝があるが、滝へ行く道は未整備に近く危険である。
不通区間終点側は竹野川の源流から川に沿って下るルートである。五十河には小野小町終焉の地の伝説があり、墓所とされる小町塚や、小野小町のブロンズ像がエントランスで出迎える小町公園がある。また、京丹後市大宮町森本では、山陰近畿自動車道の開通に向けて工業団地を2011年（平成23年）から分譲を開始した。
かつては弥栄町と大宮町にまたがる路線であった。いわゆる平成の大合併により、2004年（平成16年）4月1日に京丹後市として合併したため、同市で完結する路線となった。

### 通過する自治体
- 京都府
  - 京丹後市

### 交差する道路
| 交差する道路                                                                                                  | 交差する場所 | 交差する場所        |
| --- | ------------ | ------------------- |
| 京都府道75号浜丹後線                                                                                          | 弥栄町須川   | 起点                |
| 未供用区間 |              |                     |
| 京都府道618号上世屋内山線 重複区間起点                                                                        | 大宮町五十河 |                     |
| 京都府道617号上延利線 重複区間起点                                                                            | 大宮町五十河 | 五十河新宮交差点    |
| 京都府道53号網野岩滝線 重複区間起点 京都府道617号上延利線 重複区間終点 京都府道618号上世屋内山線 重複区間終点 | 大宮町延利   | 延利桜木交差点      |
| 京都府道53号網野岩滝線 重複区間終点                                                                           | 大宮町延利   | 延利交差点          |
| 京都府道657号明田京丹後大宮停車場線                                                                           | 大宮町明田   | 明田交差点          |
| E9 山陰近畿自動車道 京都府道651号大宮岩滝線 重複区間起点                                                      | 大宮町森本   | 京丹後大宮IC        |
| 京都府道651号大宮岩滝線 重複区間終点                                                                          | 大宮町三重   |                     |
| 国道312号 | 大宮町三重   | 酒戸古交差点 / 終点 |

### 沿線
自然
- 味土野大滝
- 竹野川

史跡
- 細川ガラシャ碑
- 小町塚（小野小町の墓）
- 笠町古墳群

教育
- 京丹後市立大宮第三小学校 - 2013年（平成25年）閉校

郵便局
- 五十河簡易郵便局

神社・仏閣
- 妙性寺（小町の寺）

余暇・観光
- 小町公園